# Trận Kawanakajima
Cuộc chiến Kawanakajima (tiếng Nhật: 川中島の戦い, Kawanakajima no tatakai, Xuyên Trung Đảo chiến) là loạt 5 trận đánh nổi tiếng vào các năm 1553, 1555, 1557, 1561 và 1564 (thời kỳ Chiến quốc) tại bình nguyên Kawanakajima, phía Nam thành phố Nagano, Nhật Bản ngày nay. Hai phe tham chiến do "con hổ xứ Kai" Takeda Shingen và "con rồng xứ Echigo" Uesugi Kenshin chỉ huy. Trong 5 trận thì trận thứ 4 là khốc liệt và bi hùng nhất, diễn ra vào ngày 10 tháng 9 năm 1561.

## Trận thứ nhất
Trong trận Kawanakajima lần thứ nhất vào tháng 6 năm 1553, Takeda Shigen thọc sâu vào bình nguyên Kawanakajima, quân tiên phong của Shigen chạm trán lực lượng của Uesugi Kenshin tại đền thờ Hachima. Họ ngưng chiến và gặp lại ở một địa điểm cách đó vài kilomet nhưng một trận đánh quyết định đã không diễn ra.

## Trận thứ nhì
Năm 1555, trận Kawanakajima thứ hai, hay còn được biết đến với tên gọi trận Saigawa, bắt đầu khi Takeda Shigen quay trở lại Kawanakajima và điều quân lên song Sai. Ông hạ trại trên một ngọn đồi phía Nam con sông, trong khi đó Uesugi đóng quân ở ngay phía Đông đền Zenkoji, nơi có một tầm nhìn thuận lợi đến toàn bộ bình nguyên. Tuy nhiên, dòng họ Karita, một đồng minh của Takeda, giữ thành Asahiyama cách đó vài kilomet về phía Tây; họ đe dọa cánh phải của quân Uesugi. Sự phòng vệ của Kurita Kakuju được chi viện bởi 3000 quân của Takeda.
Kenshin phát động vài cuộc tấn công vào thành Asahiyama nhưng đều bị đẩy lùi. Cuối cùng, ông chuyển quân lên bình nguyên, giữ sự chú ý của mình đến quân chủ lực của Takeda. Tuy nhiên, thay vì tấn công, cả hai quân đội đều chờ đợi hành động của nhau suốt vài tháng. Cuối cùng, trận đánh không diễn ra và hai vị tướng lui về để giải quyết công việc nội bộ của xứ mình.

## Trận thứ ba
Trận đánh thứ ba diễn ra năm 1557 khi Takeda đánh chiếm thành Katsurayama, nơi có thể nhìn xuống đền Zenkoji từ phía Tây - Bắc. Ông sau đó cố đánh chiếm lâu đài Iiyama, nhưng sau đó rút lui khi Uesugi Kenshin dẫn quân ra khỏi Zenkoji.

## Trận thứ tư
Trận thứ tư dẫn đến thương vong nặng cho cả hai bên, tính theo phần trăm tổng số quân hơn mọi trận đánh trong thời Sengoku và là một trong những trận đánh chiến thuật hấp dẫn của thời kỳ này. Năm 1561, Uesugi Kenshin nhận chức vị Kanto-Kanrei (関東管領, Quan Đông quản lĩnh). Chức vị Kanrei tương đương với phó thống lãnh, chỉ dưới quyền Shogun. Chỉ có hai chức vị Kanrei là Kyoto-Kanrei và Kanto-Kanrei. Tháng 9 năm 1561, Uesugi Kenshin rời thành Kasugayama với 18.000 quân, quyết tâm tiêu diệt Takeda Shingen. Ông để lại một phần quân tại chùa Zenkoji, và hạ trại ở Saijoyama, ngọn núi ở phía Tây có thể phóng tầm mắt nhìn xuống thành Kaizu của Shingen. Kenshin không biết rằng thành Kaizu chỉ có 150 samurai cùng các thuộc hạ của mình canh giữ, và ông đã làm cho họ hoàn toàn bất ngờ. Tuy vậy, tướng trấn thành Kosaka Danjo Masanobu, nhờ một hệ thống lửa hiệu, thông báo được cho chủ mình ở thành Tsutsujigasaki tại Kōfu cách đó 130 km về động tĩnh của Kenshin.
Shingen rời Kōfu với 16.000 lính, lấy thêm 4.000 người khi tiến quân qua tỉnh Shinano, tiếp cận Kawanakajima về phía bờ Tây sông Chikuma, đối diện với ông qua bờ sông Chikuma chính là Saijoyama. Cả hai quân đội đều đứng im, biết rằng yếu tố căn bản của chiến thắng là sự bất ngờ. Do đó, Shingen có thể tiến vào thành Kaizu cùng với "Quân Phụng Hạng" (gun-bugyō) Yamamoto Kansuke. Cùng lúc đó, Kansuki lên kế hoạch mà ông tin rằng sẽ đánh lại được Kenshin.
Kōsaka Danjo Masanobu rời Kaizu với 8.000 lính, tiến quân đến Saijoyama dưới màn đêm, dự định đẩy lùi quân của Kenshin xuống đồng bằng nơi Shingen đang đợi với 8.000 quân nữa trong thế trận hình cánh hạc (kakuyoku). Tuy vậy, không hiểu nhờ điệp viên ở Kaizu hay do thám nhìn xuống từ Saijoyama mà Kenshin đoán ra được mưu kế của Shingen, và tự mình dẫn quân xuống núi. Kenshin xuống núi Saijoyama theo sườn Tây. Thay vì rút lui tránh cuộc tấn công vào lúc bình minh của Kosaka trườn xuống núi, sử dụng dày bọc vải để tránh tiếng vó ngựa. Vào lúc bình minh, quân của Shingen thấy quân đội của Kenshin đã sẵn sàng tấn công mình mà không chạy khỏi núi như họ đã dự tính.
Quân đội Uesugi tấn công thành các đợt theo thế "Kuruma Gakari", theo đó mỗi đơn vị được thay thế bằng một đơn vị khác khi nó yếu đi hay bị tiêu diệt. Dẫn đầu đội hộ vệ quân của Uesugi là một trong Uesugi Nhị thập bát, Kakizaki Kageie. Đơn vị kị binh của Kakizki Kakizaki giao chiến với đơn vị của Takeda Nobushige, kết quả là một thất bại thiếu may mắn của Nobushige. Trong khi thế trận Kakuyoku phát huy hiệu quả một cách bất ngờ, các vị tướng của Takeda cuối cùng thất trận từng người một. Thấy kế hoạch gọng kìm của mình đã thất bại, Yamamoto Kansuke một mình xông vào đám đông samurai của Uesugi, bị thương tới 80 phát đạn rồi nghỉ dưới một chân đồi và mổ bụng tự sát (seppuku).
Cuối cùng, quân đội Uesugi tiến tới vị trí chỉ huy của Takeda, và một trong những trận đấu tay đôi nổi tiếng nhất trong lịch sử Nhật Bản bắt đầu. Uesugi Kenshin tự mình xông vào trướng chỉ huy quân Takeda, tấn công Takeda Shingen. Shingen không chuẩn bị cho việc này, chỉ biết tránh né bằng chiếc quạt lệnh, cố cầm chân Kenshin cho đến khi thuộc tướng của ông là, Hara Osumi-no-Kami, đẩy lùi được Kenshin.
Trung quân Takeda chống trả kiên cường, bất chấp những đợt tấn công xoay vòng dữ dội của quân Uesugi. Obu Saburohei đẩy lui được các samurai của Kakizaki. Anayama Nobukumi đánh bại Shibata, và đẩy lui trung quân của Uesugi về phía sông Chikumi.
Trong khi đó, quân phục kích của Kosaka tiến tới đỉnh núi Saijoyama, biết rằng quân đội Uesugi đã rời vị trí, vội xuống núi tới chỗ cạn của dòng sông, nơi mà họ nghĩ rằng nếu tháo chạy thì quân Uesugi sẽ phải qua đây. Sau một trận đánh liều lĩnh, họ thoát qua 3.000 samurai Uesugi bảo vệ chỗ cạn này (dưới sự chỉ huy của tướng Amakazu Kagemochi), và cứu viện được cho trung quân Takeda. Quân Kosaka sau đó tấn công vào sườn của quân Uesugi đang tháo chạy. Rất nhiều tướng tài của Shingen, trong đó có em trai ông Takeda Nobushige và bác ông là Murozumi Torasada tử trận.
Cuối cùng, quân đội Uesugi mất 72% quân số, trong khi quân Takeda thương vong 62%. Biên niên sử chỉ ra rằng Takeda không cố chặn Uesugi thoát lui, đốt cháy trại Saijoyama, và trở về Zenkoji, sau đó là tỉnh Echigo.

## Trận thứ năm
Năm 1564, Takeda và Kenshin chạm trán lần thứ năm và lần cuối cùng trên bình ngyên Kawanakajima. Quân đội của đôi bên chạm trán lẻ tẻ trong 60 ngày rồi đều rút lui

## Trong văn hóa đại chúng
Vì trận thứ tư giữa Shingen và Kenshin là trận nổi tiếng nhất, nó là một trong những bàn đầu tiên trong seri Samurai Warriors.